# Den korta fristen
Den korta fristen från 1968 är ett musikalbum med Jan Johansson och Radiojazzgruppen.

## Låtlista
Musiken är skriven av Jan Johansson om inget annat anges.
1. Den korta fristen – 5:09
2. Fem spelor – 4:58
3. Hej blues – 4:27
4. Samba triste (Baden Powell) – 4:51
5. A Night in Tunisia (Dizzy Gillespie/Frank Paparelli) – 4:49
6. Vals från Delsbo (trad) – 4:01
7. Het sommar – 4:45
8. Vedergällningen – 4:26
9. Fanfar – 0:19
10. Lover Man (Jimmy Davis/Roger Ramirez/James Sherman) – 3:55
11. Generalen kommer hem – 5:02
12. Generalens dröm – 10:51
13. Vänliga hälsningar – 3:36

## Medverkande
- Jan Johansson – piano
- Rune Gustafsson – gitarr
- Georg Riedel – bas
- Egil Johansen – trummor
- Radiojazzgruppen